# Kato Guves
Kato Guves (en griego, Κάτω Γούβες) es un pueblo de Grecia ubicado en la isla de Creta. Pertenece a la unidad periférica de Heraclión, al municipio de Quersoneso y a la unidad municipal de Guves. En el año 2011 contaba con una población de 2153 habitantes.

## Yacimiento arqueológico
En los alrededores de este pueblo se han realizado excavaciones arqueológicas dirigidas por Despina Jatzi Vallianou. En ellas se han sacado a la luz restos de cinco edificios que pertenecieron a los periodos minoico tardío IIIA2 y minoico tardío IIIB. 
El edificio Α constaba de al menos 15 habitaciones. El edificio B se ha podido excavar solo parcialmente. El complejo de edificios Γ constaba de al menos 40 habitaciones y en él se han podido distinguir tres edificios que se han denominado Γ1, Γ2 y Γ3. Algunos suelos estaban pavimentados. Entre los restos se han identificado un total de nueve hornos, siete de los cuales se encontraban al aire libre. Había espacios para el procesamiento de arcilla, para almacenamiento, para cocina, para alojamiento y posiblemente santuarios domésticos. Algunas de las habitaciones no tenían entrada y seguramente se accedía a ellas a través de una escalera desde el techo. 
El lugar se encuentra estratégicamente situado en la costa, entre los importantes asentamientos de Cnoso, Malia y Sisi. Por las características de este complejo de edificios se estima que el lugar fue un asentamiento de artesanos que trabajaban en un importante taller dedicado a producir cerámica, en un volumen tal que no solo iría destinado para su uso dentro de la isla sino también para exportarla.